# 골든 글로브상 장편 애니메이션 작품상
골든 글로브상 장편 애니메이션 작품상(Golden Globe Award for Best Animated Feature Film)은 2007년 제64회 골든 글로브상 시상식에서 처음 시상된 골든 글로브상이다. 골든 글로브상이 애니메이션 부문을 별도 부문으로 신설한 것은 2007년 이래 처음이다. 후보는 1월에 발표되고 시상식은 이달 말에 개최된다. 처음에는 대부분의 다른 시상식에서 5개 부문 후보에 오른 것과 달리 최우수 애니메이션 영화 부문에는 단 3개 영화만 후보에 올랐다. 픽사 영화 카 (영화)가 이 상을 처음으로 수상했다.

## 수상작
- 카 (2006)
- 라따뚜이 (2007)
- 월-E (2008)
- 업 (2009)
- 토이 스토리 3 (2010)
- 틴틴: 유니콘호의 비밀 (2011)
- 메리다와 마법의 숲 (2012)
- 겨울왕국 (2013)
- 드래곤 길들이기 2 (2014)
- 인사이드 아웃 (2015)
- 주토피아 (2016)
- 코코 (2017)
- 스파이더맨: 뉴 유니버스 (2018)
- 잃어버린 세계를 찾아서 (2019)
- 소울 (2020)
- 엔칸토: 마법의 세계 (2021)
- 피노키오 (2022)
- 그대들은 어떻게 살 것인가 (2023)

## 같이 보기
- 아카데미 장편 애니메이션상
- 문화청 미디어 예술제
- 애니메이션 고베
- 도쿄 애니메이션 어워드